# Caenolestes convelatus
L'opossum toporagno settentrionale (Caenolestes convelatus, Anthony, 1924) è un marsupiale americano della famiglia Caenolestidae.

## Descrizione
L'aspetto è simile a quello delle altre specie dello stesso genere e in particolare, a C. caniventer, dal quale si distingue per la maggiore dimensione dei molari e le ridotte dimensioni o la totale assenza della finestra antorbitale. Le misure caratteristiche della specie sono riportate qui.

## Distribuzione e habitat

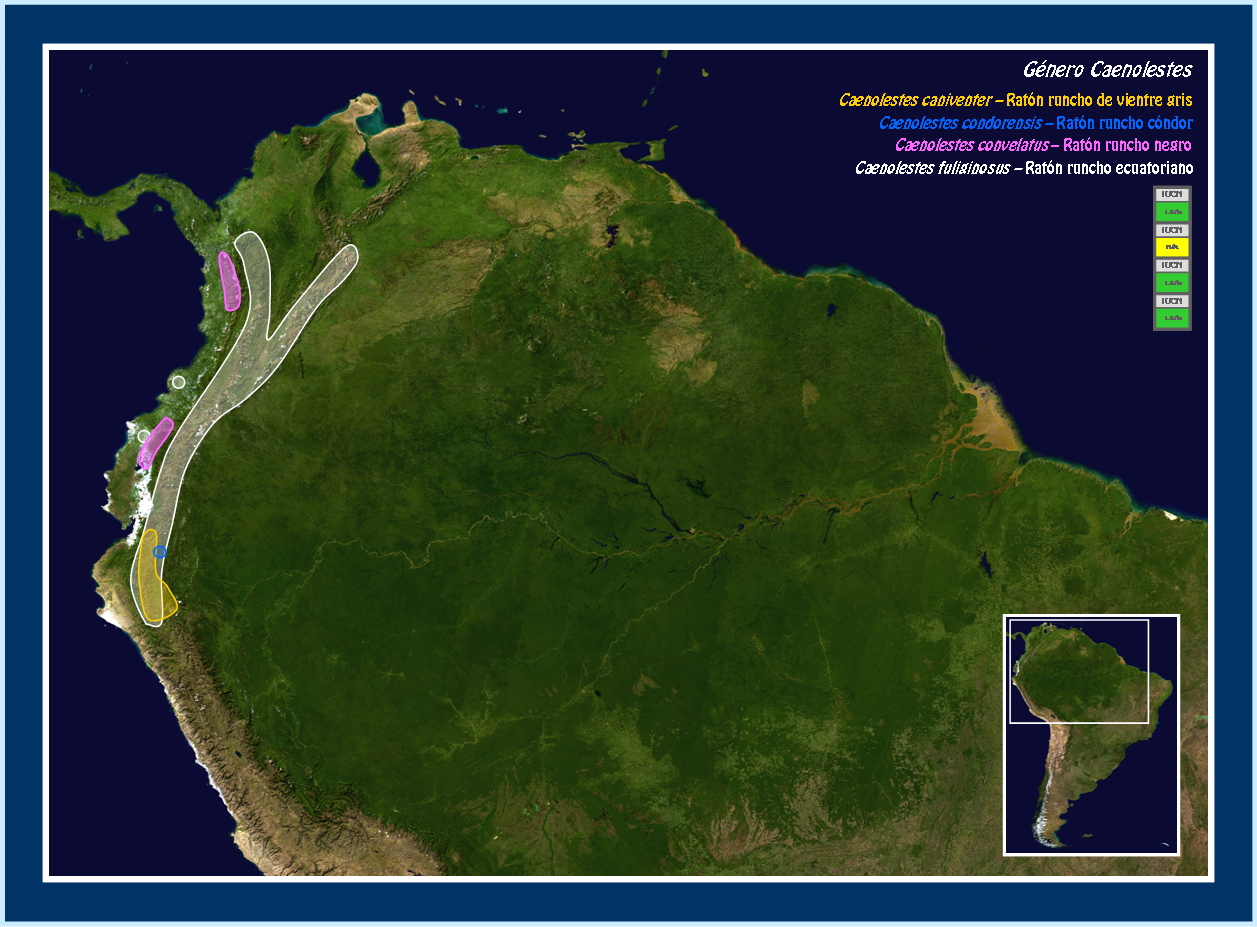
Areale (in rosa) di C. convelatus

La specie è stata osservata in due zone distinte, poste l'una in Ecuador e l'altra in Colombia.

## Biologia
Come le altre specie dello stesso genere, si nutre di insetti, di piccoli vertebrati e di prodotti vegetali; è un animale notturno e solitario che vive al suolo.

## Conservazione
La IUCN red list considera questa specie a minimo rischio di estinzione.